# Daniel Feuerriegel
Daniel Gregory "Dan" Feuerriegel (n. 29 de octubre de 1981) es un actor australiano principalmente conocido por haber interpretado a Leo Coombes en la serie australiana Mcleod's Daughters y a Agron en las series Espartaco: Sangre y arena, Espartaco: Venganza y Espartaco: La guerra de los condenados.

## Biografía
Feuerriegel se graduó del Villanova College, una escuela católica localizada en Coorparoo, Brisbane, Queensland.
Es buen amigo del actor neozelandés Pana Hema Taylor. Actualmente es pareja de la actriz Jasmine Jardot, con quien ha estado saliendo durante tres años
Tiene un problema cardiaco de nacimiento, por lo que lleva un marcapasos.

## Carrera
En el 2005 Feuerriegel participó en las películas Small Claims: White Wedding y Boys Grammar. En el 2006 apareció en las películas Burke & Wills y True, y ese mismo año apareció como personaje recurrente en la exitosa serie Mcleod's Daughters donde interpretó a Leo Coombes durante cinco episodios, junto a las actrices Michala Banas, Simmone Jade Mackinnon, Abi Tucker y Basia A'Hern. También apareció en la serie Stupid, Stupid Man donde interpretó a Kim en el episodio "The Reunion".
En el 2007 se unió al elenco de la película Between the Flags.  
En el 2008 apareció como personaje regular en la exitosa serie Home and Away donde interpretó al periodista Gavin Johnson; Ese mismo año también apareció en un episodio de la serie The Strip, junto a Aaron Jeffrey.
En el 2009 apareció en la reconocida serie australiana All Saints, donde dio vida a Brendan, anteriormente en el 2006 había interpretado a Cameron "Indy" Jones, en la serie.
En el 2010 apareció como personaje recurrente en la serie Spartacus: Blood and Sand donde interpreta al gladiador Agron.  En el 2012 apareció en la tercera entrega de la serie Spartacus, llamada Spartacus: Vengeance donde interpretó de nuevo al guerrero Agron.
En el 2013 se unió al elenco principal de la última temporada de Spartacus llamada Spartacus: War of the Damned donde interpretó nuevamente al gladiador Agron, hasta el final de la serie el 12 de abril del mismo año luego de que su personaje finalmente se liberara de los romanos.
Participó en la serie Black Sails, de Starz como el joven Billy Bones.
En 2015 tuvo una aparición como invitado en la serie Agents of S.H.I.E.L.D., interpretando el papel de Spud.

## Filmografía

### Series de televisión
| Año         | Título                                 | Personaje                    | Notas                                             |
| ----------- | -------------------------------------- | ---------------------------- | ------------------------------------------------- |
| 2015        | Agents of S.H.I.E.L.D.                 | Spud                         | episodio "A Wanted (Inhu)Man"                     |
| 2013        | Espartaco: La guerra de los condenados | Agron                        | 9 episodios                                       |
| 2012        | Spartacus: Venganza                    | Agron                        | 10 episodios                                      |
| 2011        | Winners & Losers                       | Jake Peters                  | 4 episodios                                       |
| 2011        | Espartaco: Dioses de la arena          | Agron                        | episodio "Past Transgressions"                    |
| 2010        | Espartaco: Sangre y arena              | Agron                        | 6 episodios                                       |
| 2006 - 2009 | All Saints                             | Cameron "Indy" Jones/Brendan | 2 episodios: "Out of the Ashes" y "Jaws of Death" |
| 2008        | The Strip                              | Rhys Roberts                 | episodio #1.5                                     |
| 2008        | Home and Away                          | Gavin Johnson                | 9 episodios                                       |
| 2006        | Stupid Stupid Man                      | Kim                          | episodio "The Reunion"                            |
| 2006        | Mcleod's Daughters                     | Leo Coombes                  | 5 episodios                                       |
| 2006        | RAN: Remote Area Nurse                 | Ben                          | episodio "The Gardens of the Torres Strait"       |

### Películas
| Año  | Título                      | Personaje     | Notas                                                                                 |
| ---- | --------------------------- | ------------- | ------------------------------------------------------------------------------------- |
| 2014 | Cryptic                     | Jim Jonas     | junto a Ed Stoppard, Robert Glenister, Vas Blackwood, Philip Barantini y Ray Panthaki |
| 2012 | Ruin                        | Luchador      | corto - junto a Clementine Heath                                                      |
| 2007 | Between the Flags           | Hombre        | -                                                                                     |
| 2006 | True                        | Russell       | junto a Janneke Arent                                                                 |
| 2006 | Burke & Wills               | Guy           | junto a Celeste Barber, Bianca Biasi, Patrick Dickson y Elizabeth Richmond            |
| 2005 | Boys Grammar                | Ben           | junto a Jai Courtney, Adam J. Yeend y Anthony Phelan                                  |
| 2005 | Small Claims: White Wedding | Brendan Rigby | junto a Claudia Karvan                                                                |

### Teatro
| Año  | Obra                                                | Personaje         | Director                | Teatro              | Notas                                              |
| ---- | --------------------------------------------------- | ----------------- | ----------------------- | ------------------- | -------------------------------------------------- |
| 2004 | Sleeping Around                                     | Greg              | Katy Alexander          | Belvoir Theatre     | junto a Craig Brown Jacobie Gray y Charlotte Gregg |
| 2004 | Little Malcolm and his Struggle against the Eunuchs | Ingham            | Amos Szeps              | Old Fitzroy Theatre | junto a Jacobie Gray y Ash Lyons                   |
| -    | The Beauty Queen of Leenane                         | Ray               | Winston Cooper          | New Theatre         | -                                                  |
| -    | Song of the Yellow Bittern                          | Vince             | Melisa Stafford         | -                   | -                                                  |
| -    | Pink Floyds–The Wall                                | Elenco            | John O’Hare             | -                   | -                                                  |
| -    | The Jungle                                          | Jimmy             | Leonard Meenach         | -                   | -                                                  |
| -    | Merchant of Venice                                  | Arragon/Balthazar | Diane Eden/Peter Lavery | -                   | -                                                  |
| -    | Histories                                           | Elenco            | Gavin Robins            | -                   | -                                                  |
| -    | Rent                                                | Benny             | Deborah McCauslane      | -                   | -                                                  |
| -    | The Three Sisters                                   | Solyony           | Jeffery Renn            | -                   | -                                                  |
| -    | Soiled                                              | Elenco            | Deborah McCauslane      | -                   | -                                                  |
| -    | They Shoot Horses Don’t They                        | Elenco            | Leonard Meenach         | -                   | -                                                  |
| -    | Spurboard                                           | Elenco            | David Lynch             | -                   | -                                                  |